# Aubigny (Allier)
Aubigny ist eine französische Gemeinde mit 146 Einwohnern (Stand: 1. Januar 2022) im Département Allier in der Region Auvergne-Rhône-Alpes. Sie gehört zum Kanton Moulins-1 und im Arrondissement Moulins. Die Einwohner werden Albiniens genannt.

## Geographie
Die Gemeinde Aubigny liegt im Norden der Auvergne in der historischen Provinz Bourbonnais, etwa 17 Kilometer nordwestlich des Stadtzentrums von Moulins am Ufer des Allier, der die Gemeinde im Osten begrenzt. Umgeben ist Aubigny von den Nachbargemeinden Chantenay-Saint-Imbert im Norden, Tresnay im Nordosten und Osten, Villeneuve-sur-Allier im Osten, Bagneux im Südosten und Süden, Agonges im Süden, Couzon im Südwesten sowie Saint-Léopardin-d’Augy im Westen.

## Bevölkerungsentwicklung
| Jahr      | 1962 | 1968 | 1975 | 1982 | 1990 | 1999 | 2006 | 2015 | 2022 |
| Einwohner | 133  | 151  | 131  | 100  | 101  | 103  | 118  | 140  | 146  |

## Sehenswürdigkeiten
- Kirche St-Genès aus dem 12. Jahrhundert, seit 1947 Monument historique
- Schloss Aubigny aus dem 19. Jahrhundert
- Schloss Les Roches in Aubigny aus dem 19. Jahrhundert
- Schloss Le Réray aus dem 19. Jahrhundert

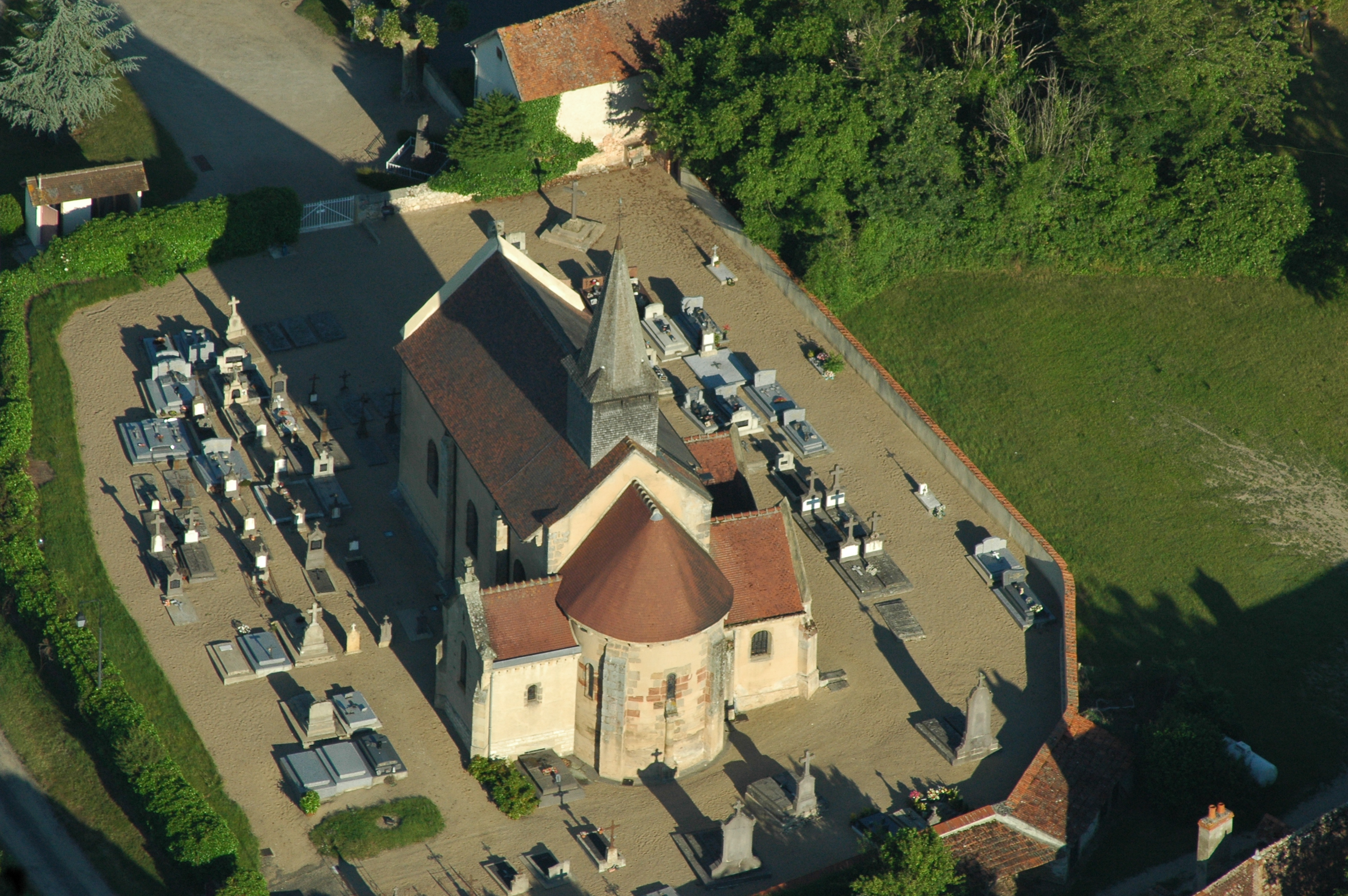
Kirche Saint-Genès
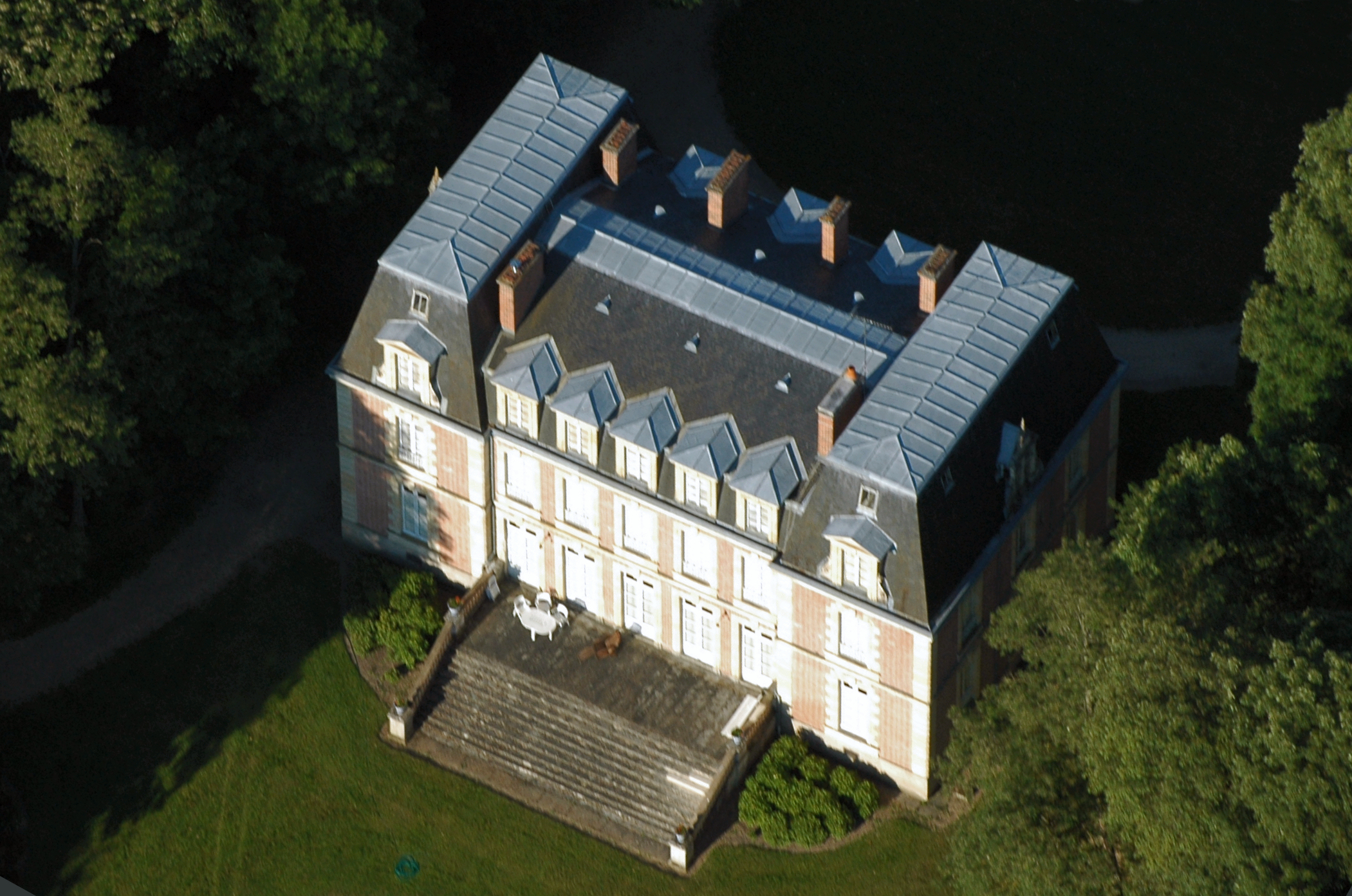
Schloss Aubigny
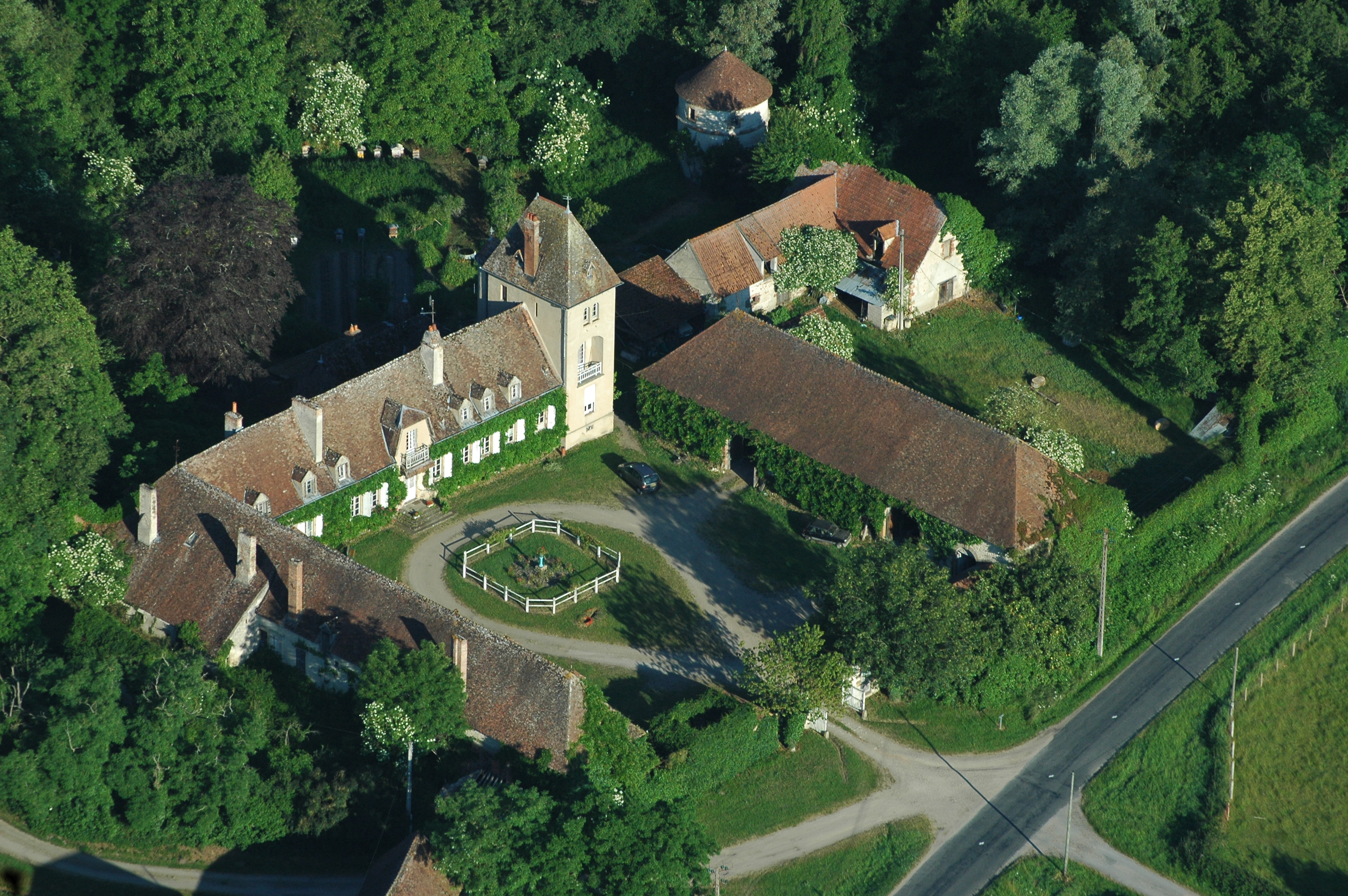
Schloss Les Roches
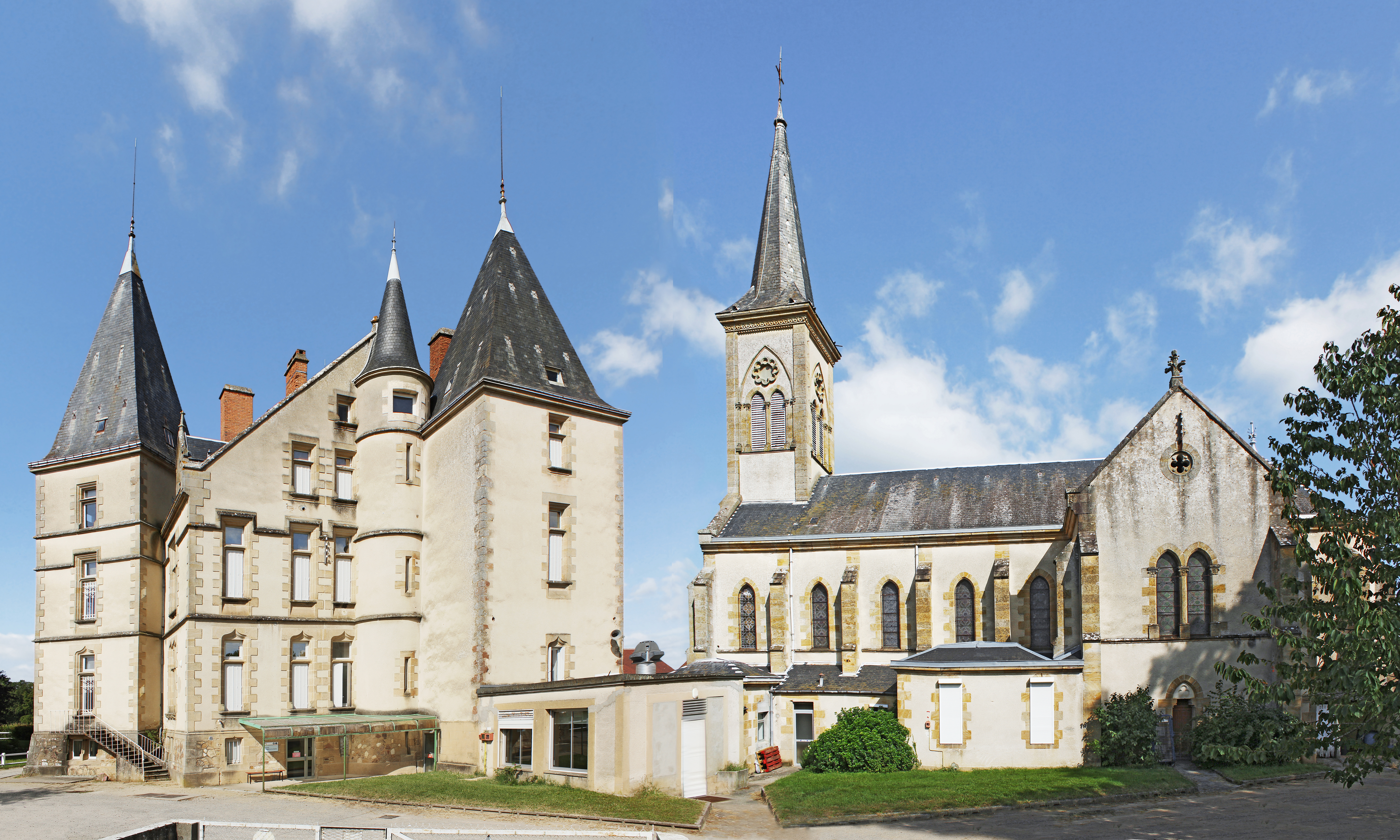
Schloss und Kapelle Le Réray

## Belege
1. ↑  cassini.ehess.fr Aubigny, auf cassini.ehess.fr
2. ↑  Commune d'Aubigny (03009), auf insee.fr